# Malmö Fotbollförening 1976
Questa voce raccoglie le informazioni riguardanti il Malmö Fotbollförening nelle competizioni ufficiali della stagione 1976.

## Divisa e sponsor
Le maglie subiscono una variazione stilistica dovuta all'introduzione del primo sponsor tecnico (Admiral), che aggiunge delle strisce bianche sulle maniche.
| Manica sinistra · Manica sinistra · Maglietta · Maglietta · Manica destra · Manica destra · Pantaloncini · Calzettoni |

## Rosa
| N. |                   | Ruolo | Calciatore                     |
| -- | ----------------- | ----- | ------------------------------ |
| 1  | Svezia (bandiera) | P     | Jan Möller                     |
| 2  | Svezia (bandiera) | D     | Magnus Andersson               |
| 3  | Svezia (bandiera) | D     | Krister Kristensson (capitano) |
| 4  | Svezia (bandiera) | D     | Roy Andersson                  |
| 5  | Svezia (bandiera) | D     | Harry Jönsson                  |
| 6  | Svezia (bandiera) | D     | Staffan Tapper                 |
| 7  | Svezia (bandiera) | C     | Anders Ljungberg               |
| 8  | Svezia (bandiera) | A     | Bo Larsson                     |
| 9  | Svezia (bandiera) | C     | Tore Cervin                    |
| 10 | Svezia (bandiera) | A     | Thomas Sjöberg                 |

| N. |                   | Ruolo | Calciatore         |
| -- | ----------------- | ----- | ------------------ |
| 11 | Svezia (bandiera) | A     | Tommy Larsson      |
| 12 | Svezia (bandiera) | A     | Conny Andersson    |
| 13 | Svezia (bandiera) | A     | Tommy Larsson      |
| 14 | Svezia (bandiera) | C     | Christer Jacobsson |
| 15 | Svezia (bandiera) | D     | Claes Malmberg     |
| 16 | Svezia (bandiera) | P     | Arne Åkesson       |
| 17 | Svezia (bandiera) | D     | Kent Jönsson       |
| 18 | Svezia (bandiera) | D     | Ingemar Erlandsson |
| 19 | Svezia (bandiera) | C     | Per-Åke Åkesson    |
| 20 | Svezia (bandiera) | C     | Tommy Hansson      |

## Statistiche

### Statistiche di squadra
| Competizione       | Punti | Totale | Totale | Totale | Totale | Totale | Totale | DR  |
| Competizione       | Punti | G      | V      | N      | P      | Gf     | Gs     | DR  |
| ------------------ | ----- | ------ | ------ | ------ | ------ | ------ | ------ | --- |
| Allsvenskan        | 35    | 26     | 12     | 11     | 3      | 37     | 21     | +16 |
| Coppa dei Campioni | -     | 4      | 2      | 0      | 2      | 4      | 35     | -31 |

### Statistiche dei giocatori
| Giocatore      | Allsvenskan | Allsvenskan | Allsvenskan | Allsvenskan | Coppa dei Campioni | Coppa dei Campioni | Coppa dei Campioni | Coppa dei Campioni | Totale   | Totale | Totale      | Totale     |
| Giocatore      | Presenze    | Reti        | Ammonizioni | Espulsioni  | Presenze           | Reti               | Ammonizioni        | Espulsioni         | Presenze | Reti   | Ammonizioni | Espulsioni |
| -------------- | ----------- | ----------- | ----------- | ----------- | ------------------ | ------------------ | ------------------ | ------------------ | -------- | ------ | ----------- | ---------- |
| P. Åkesson     | 13          | 1           | 0           | 0           | 1                  | 0                  | 0                  | 0                  | 14       | 1      | 0           | 0          |
| C. Andersson   | 7           | 1           | 0           | 0           | 4                  | 1                  | 0                  | 0                  | 11       | 2      | 0           | 0          |
| M. Andersson   | 26          | 0           | 0           | 0           | 4                  | 0                  | 0                  | 0                  | 30       | 0      | 0           | 0          |
| R. Andersson   | 14          | 1           | 0           | 0           | 4                  | 0                  | 0                  | 0                  | 18       | 1      | 0           | 0          |
| T. Andersson   | 6           | 2           | 0           | 0           | 3                  | 1                  | 0                  | 0                  | 9        | 3      | 0           | 0          |
| T. Cervin      | 22          | 8           | 0           | 0           | 4                  | 1                  | 0                  | 0                  | 26       | 9      | 0           | 0          |
| I. Erlandsson  | 1           | 0           | 0           | 0           | 0                  | 0                  | 0                  | 0                  | 1        | 0      | 0           | 0          |
| T. Hansson     | 2           | 0           | 0           | 0           | 0                  | 0                  | 0                  | 0                  | 2        | 0      | 0           | 0          |
| C. Jacobsson   | 0           | 0           | 0           | 0           | 1                  | 0                  | 0                  | 0                  | 1        | 0      | 0           | 0          |
| H. Jönsson     | 20          | 0           | 0           | 0           | 4                  | 0                  | 0                  | 0                  | 24       | 0      | 0           | 0          |
| K. Jönsson     | 12          | 0           | 0           | 0           | 0                  | 0                  | 0                  | 0                  | 12       | 0      | 0           | 0          |
| K. Kristensson | 25          | 0           | 0           | 0           | 3                  | 0                  | 0                  | 0                  | 28       | 0      | 0           | 0          |
| B. Larsson     | 26          | 3           | 0           | 0           | 4                  | 1                  | 0                  | 0                  | 30       | 4      | 0           | 0          |
| T. Larsson     | 25          | 4           | 0           | 0           | 1                  | 0                  | 0                  | 0                  | 26       | 4      | 0           | 0          |
| A. Ljungberg   | 26          | 4           | 0           | 0           | 4                  | 0                  | 0                  | 0                  | 30       | 4      | 0           | 0          |
| C. Malmberg    | 1           | 0           | 0           | 0           | 1                  | 0                  | 0                  | 0                  | 2        | 0      | 0           | 0          |
| J. Möller      | 26          | 0           | 0           | 0           | 4                  | 0                  | 0                  | 0                  | 30       | 0      | 0           | 0          |
| T. Sjöberg     | 26          | 13          | 0           | 0           | 2                  | 0                  | 0                  | 0                  | 28       | 13     | 0           | 0          |
| S. Tapper      | 15          | 0           | 0           | 0           | 4                  | 0                  | 0                  | 0                  | 19       | 0      | 0           | 0          |